# Karel Bohuslav Lány
Karel Bohuslav Lány, též Karol B. Lányi (6. března 1870, Černilov – 22. srpna 1949, Praha) byl český evangelický teolog, duchovní, státní úředník a činovník abstinenčního hnutí.

## Život
Pocházel z původem uherského šlechtického rodu Lányi; jeho otcem byl superintendent Karel Eduard z Lány. Po studiích působil v letech 1893–1904 jako evangelický vikář a následně farář v Šonově u Náchoda. Roku 1913 získal na Vídeňské univerzitě doktorát z teologie. V letech 1904–1918 byl tajemníkem c. k. evangelické vrchní církevní rady ve Vídni. V letech 1918–1930 působil ve státní správě v Bratislavě, kde byl zároveň i v letech 1919–1927 také profesorem systematické teologie na Theologické vysoké škole evang. a. v. církve na Slovensku.